# ジャルンクルン通り
座標: 北緯13度44分50秒 東経100度29分53秒 / 北緯13.747138808611度 東経100.49816608417度

ジャルンクルン通りは赤い線

ジャルンクルン通りあるいはチャルンクルン通り(ジャルンクルンどおり、タイ語:ถนนเจริญกรุง タノン・ジャルンクルン、Charoen Krung road)は、タイ・バンコクの中心街にある主要道路。王宮とワット・ポーにはさまれたタイ・ワン通りとの交差点を北西端とし、ほぼチャオプラヤー川と並行してプラナコーン区、サムパッタウォン区、バーンラック区、サートーン区、ヤーンナーワー区の各区を走るこの通りの別名は「ニューロード」。通り沿いには、名門ホテルや大使館が多い。

## 接続する主な道路
- シーロム通り
- サートン通り
- ラーマ4世通り
- ヤワラー通り

## 接続する駅・路線
- サパーンタークシン駅（バンコク・スカイトレイン）
- 1，75番バス

## 通り沿いにある施設
- フランス大使館
- ポルトガル大使館
- イギリス大使館
- アサンプション大聖堂
- アサンプション大学
- ワット・トライミット
- 七聖媽廟
- ロイヤル・オーキッド・シェラトン・ホテル&タワーズ
- ザ・オリエンタル・バンコク
- シャングリ・ラ ホテル バンコク
- ロビンソン
- 中央郵便局